# Nauberg
Nauberg ist ein Dorf im Landkreis Leipzig in Sachsen. Politisch gehört der Ort seit 2012 zu Grimma. Er liegt an der Kreisstraße 8332 zwischen Mutzschen und Zschoppach.
Urkundlich wurde Nauberg 1028 das erste Mal als „Nowigroda“ genannt. Weitere Nennungen waren:
- 1228: Nuenburch
- 1286: Nuemburc, Nuenberg
- 1462: Nuenburg
- 1522: Nawberg
- 1555: Naumbergk
- 1791: Nauberg

## Geschichte
Im westlichen Ortsteil von Nauberg befindet sich ein Ringwall (Alte Schanze). Zahlreiche Funde bezeugen eine Erbauung im 9. oder 10. Jahrhundert. Im Bereiche der Burg befand sich eine Kapelle.
1228 bestätigte der Burggraf von Leisnig den Kauf von acht Hufen in Nuenburch  von den Herren von Mildenstein durch das Kloster Buch. 1286 verkaufte Mgf. Heinrich dem Kloster das Ober- und Niedergericht in Nuemburc. Gleichzeitig verzichtete Bgf. Otto von Wettin auf den dritten Pfennig am Gericht, der ihm als Burggraf von Döben zustand. 1300 verkaufte der Bischof von Meißen den Bauern von Nauberg den Zehnt von einer Hufe für ihren Pfarrer (von Zschoppach), damit er in ihrer Kapelle dreimal in der Woche eine feierliche Messe hält. 1333 erwarb das Kloster Buch weitere Rechte in Nauberg. 1359 kaufte das Kloster von den Burggrafen von Leisnig einen weiteren Zehnt in Nauberg. 1383 übertrug Thimo von Colditz dem Kloster die Lehen des Nickel Staupitz in Nauberg.
1548 nennt das Amtserbbuch von Kloster Buch zu Nauberg „17 besessene Mann, darunter 9 Pferdner, die sind alle dem Kloster Buch lehen- und zinsbar“ mit 31½ Hufen. Das Obergericht und das Erbgericht waren beim Amt Kloster Buch.
Nauberg hatte eine eigene Kapelle, vermutlich die oben genannte Kapelle in dem Ringwall. Nach der Reformation wurden die Einwohner nach Zschoppach gewiesen und Kurfürst August hatte den Amtmann von Colditz angewiesen, er solle dafür sorgen, dass die Bauern eventuell in Nutz genommenes Eigentum der Kapelle zurückgeben sollten.
Mit der Eingemeindung nach Zschoppach, die am 1. Juli 1950 wirksam wurde, verlor der Ort seine Eigenständigkeit. Am 1. März 1994 schlossen sich die damals selbstständigen Gemeinden Böhlen, Dürrweitzschen, Leipnitz, Ragewitz und Zschoppach zur Gemeinde Thümmlitzwalde zusammen. Diese wiederum wurde am 1. Januar 2011 nach Grimma eingemeindet, womit Nauberg seither dessen Gemeindeteil ist.

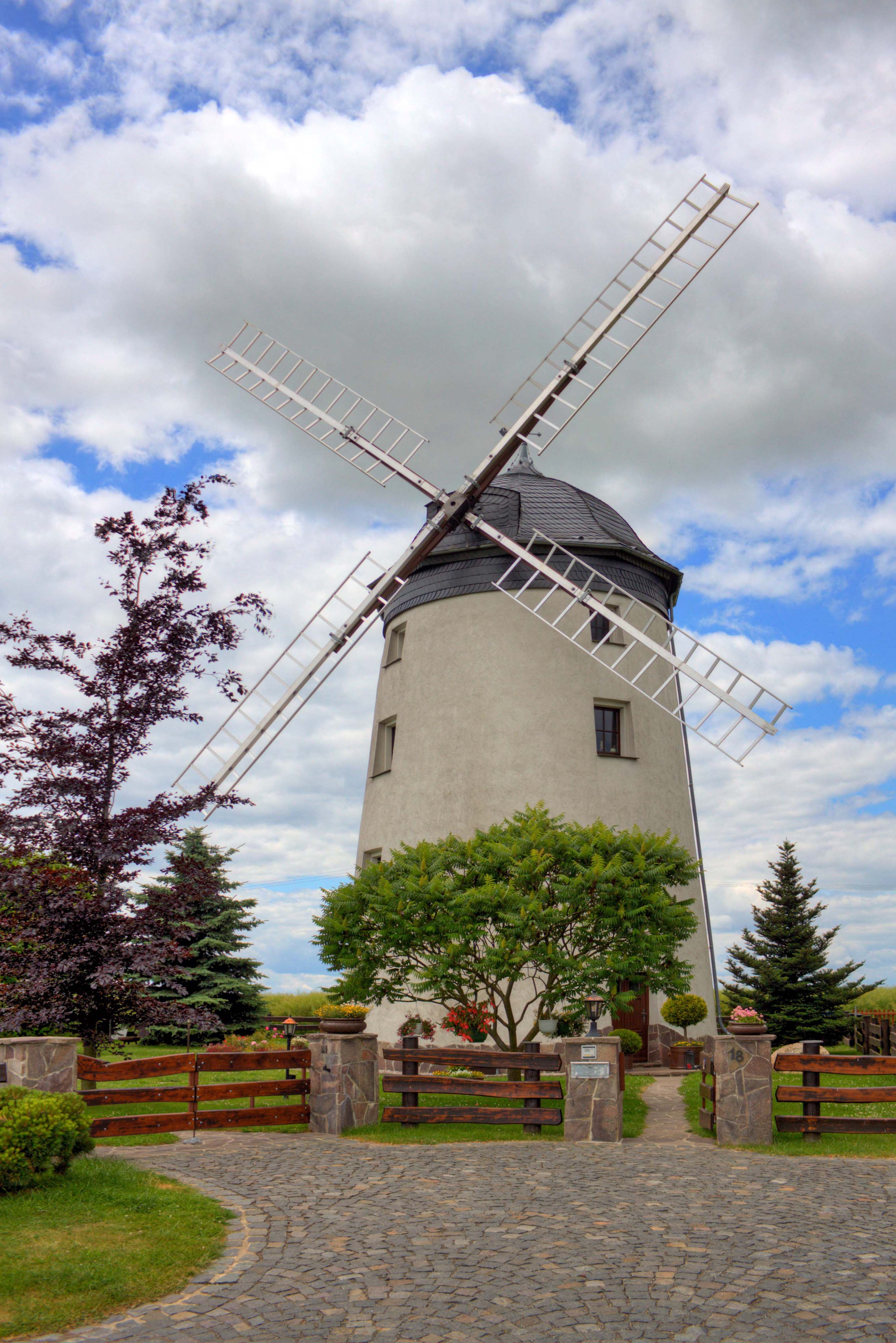
Nauberg Turmhollaendermuehle

## Entwicklung der Einwohnerzahl
| Jahr    | Einwohnerzahl                                         |
| ------- | ----------------------------------------------------- |
| 1548/51 | 17 besessene Mann, 24 Inwohner, 31 1⁄2 Hufen          |
| 1764    | 16 besessene Mann, 1 Gärtner, 5 Häusler, 31 1⁄2 Hufen |
| 1834    | 226                                                   |

| Jahr | Einwohnerzahl |
| ---- | ------------- |
| 1871 | 226           |
| 1890 | 217           |
| 1910 | 203           |

| Jahr | Einwohnerzahl |
| ---- | ------------- |
| 1925 | 191           |
| 1939 | 177           |
| 1946 | 307           |

## Persönlichkeiten
- Edwin Rudolph Lempe (1879–1961), Jurist und sächsischer Staatsbeamter

## Sehenswürdigkeiten
- die Windmühle des Ortes wurde 1911 als Turmholländer auf einem alten Mühlenstandort errichtet